# Ekeby (Kumla)
Ekeby è un'area urbana della Svezia situata nel comune di Kumla, contea di Örebro
La popolazione rilevata nel censimento 2010 era di 372 abitanti .